# Criterio di Lawson
Il criterio di Lawson è un criterio formulato dall'ingegnere e fisico inglese John D. Lawson per caratterizzare l'insieme di parametri che permette a un reattore a fusione di produrre più energia di quanta ne assorbe. Il criterio di Lawson ha interesse prevalentemente storico, in quanto per la proiezione dei parametri di un futuro reattore (vedi per es. ITER) si usa il più moderno criterio di ignizione.
Il criterio è nato dalla domanda fondamentale per il progetto di un reattore, e per le fonti di energia in generale: il mio sistema produce più energia di quella che devo immettere per mantenere attiva la reazione?
Secondo quanto affermato dallo stesso Lawson in un'intervista rilasciata nel 2005:
L'8 agosto 2021 i ricercatori del National Ignition Facility del Lawrence Livermore National Laboratory, in California, hanno prodotto per la prima volta una fusione nucleare che incontra 9 dei criteri di Lawson, in grado di auto-alimentarsi e sprigionare un'energia di 1.3 megajoule. Nel corso del 2021 sono stati condotti quattro esperimenti similari, che però hanno prodotto solo metà dell'energia, senza replicare il risultato iniziale.

## Enunciato
Lawson suppone di lavorare con un plasma di deuterio e trizio, e ne calcola le condizioni perché produca una quantità apprezzabile di energia da fusione nucleare. Se il plasma è in equilibrio, la potenza di input e quella di output si bilancino secondo la legge:
{\displaystyle \,P_{in}=P_{out}} .
dove la potenza uscente si può caratterizzare, al di là dei singoli processi fisici in gioco, con un unico parametro, cioè il tempo di confinamento dell'energia. Esso è definito come il tempo caratteristico in cui il sistema perde energia, secondo un decadimento di tipo esponenziale:
{\displaystyle \,{\frac {\mathrm {d} E}{\mathrm {d} t}}=-{\frac {E}{\tau _{E}}}} .
Nella versione originale del lavoro Lawson fa una distinzione fra la potenza emessa per radiazione di frenamento (Bremsstrahlung), {\displaystyle P_{B}}, e la potenza persa per trasporto, {\displaystyle P_{T}}. In sostanza, la potenza persa per trasporto, che non sia Bremsstrahlung, viene caratterizzata nella forma molto sintetica:
{\displaystyle \,P_{out}=P_{T}={\frac {3nT}{\tau _{E}}}} .
dove la temperatura è espressa in elettronvolt (e quindi manca la costante di Boltzmann nell'espressione per l'energia).
La potenza persa per radiazione può essere identificata con la potenza persa per Bremsstrahlung, ignorando cioè la radiazione di riga di atomi parzialmente ionizzati:
{\displaystyle \,P_{B}=5.3\times 10^{-37}n^{2}Z^{2}T^{1/2}=C_{B}\times n^{2}T^{1/2}\;{\frac {\mathrm {W} }{\mathrm {m} ^{2}}}} .
dove la relazione è stata semplificata ponendo Z=1, trattandosi di un plasma di solo deuterio e trizio; il valore numerico della costante si riferisce alla temperatura T espressa in keV. 

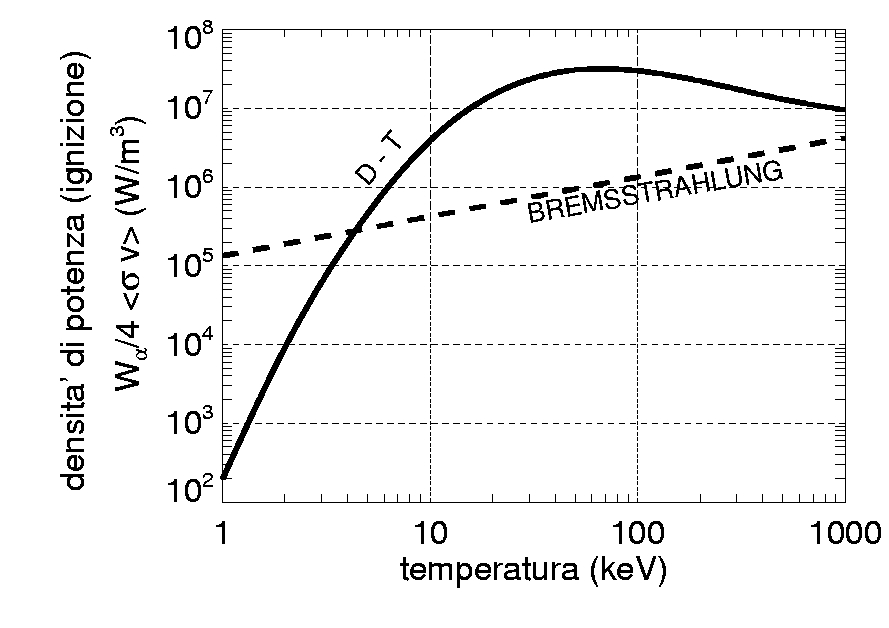
Caratteristiche della reazione termonucleare deuterio-trizio (D-T) e la temperatura ideale di ignizione. Curva continua: densità di potenza nucleare; curva tratteggiata: Bremsstrahlung.

Dall'altro lato, il plasma, quando "brucia", produce potenza nucleare, {\displaystyle P_{N}}, che può essere espressa in termini della sezione d'urto media della reazione <σv> e dell'energia prodotta in una singola
reazione {\displaystyle W_{N}} nel seguente modo:
{\displaystyle \,P_{N}={\frac {1}{4}}n^{2}\langle \sigma v\rangle W_{N}} .
dove {\displaystyle n_{D}=n_{T}=n/2}, cioè si assume che le densità di deuterio e trizio siano uguali fra di loro, e pari alla metà della densità di particelle del plasma (condizione che massimizza la potenza fornita dalla reazione).
Assumendo che la densità di particelle sia pari a {\displaystyle 5\times 10^{20}}, si può confrontare la potenza persa per Bremsstrahlung PB e la potenza nucleare PN prodotta dalla reazione deuterio-trizio (per la precisione, confrontiamo le due energie nel caso dell'ignizione, che spiegheremo più sotto). Nella figura a destra sono riportate la densità di potenza nucleare prodotta (proporzionale al tasso di reazione <σv>, curva continua) e la densità di potenza per Bremsstrahlung (curva tratteggiata). Si vede subito che esiste una difficoltà, in quanto per temperature inferiori a circa 4 keV (circa 50 milioni di gradi Celsius) la curva del Bremsstrahlung incrocia la curva del tasso di reazione.  Ciò significa che la potenza persa per radiazione supera la potenza da fusione, e quindi il reattore non è energeticamente conveniente.
In pratica in queste condizioni il plasma è troppo denso e freddo, e riemette quasi tutta l'energia che assorbe sotto forma di radiazione: un plasma al di sotto di questa temperatura non potrà mai fondere, per quanto alta sia la densità.
Nella regione ad alte temperature (T>1000 keV) la potenza da fusione è importante, ma il termine di Bremsstrahlung diventa di nuovo dominante, e la curva corrispondente interseca ancora la curva della potenza nucleare, in quanto il Bremsstrahlung cresce con la temperatura come T1/2, mentre il tasso di reazione <σv> diminuisce ad alte temperature.

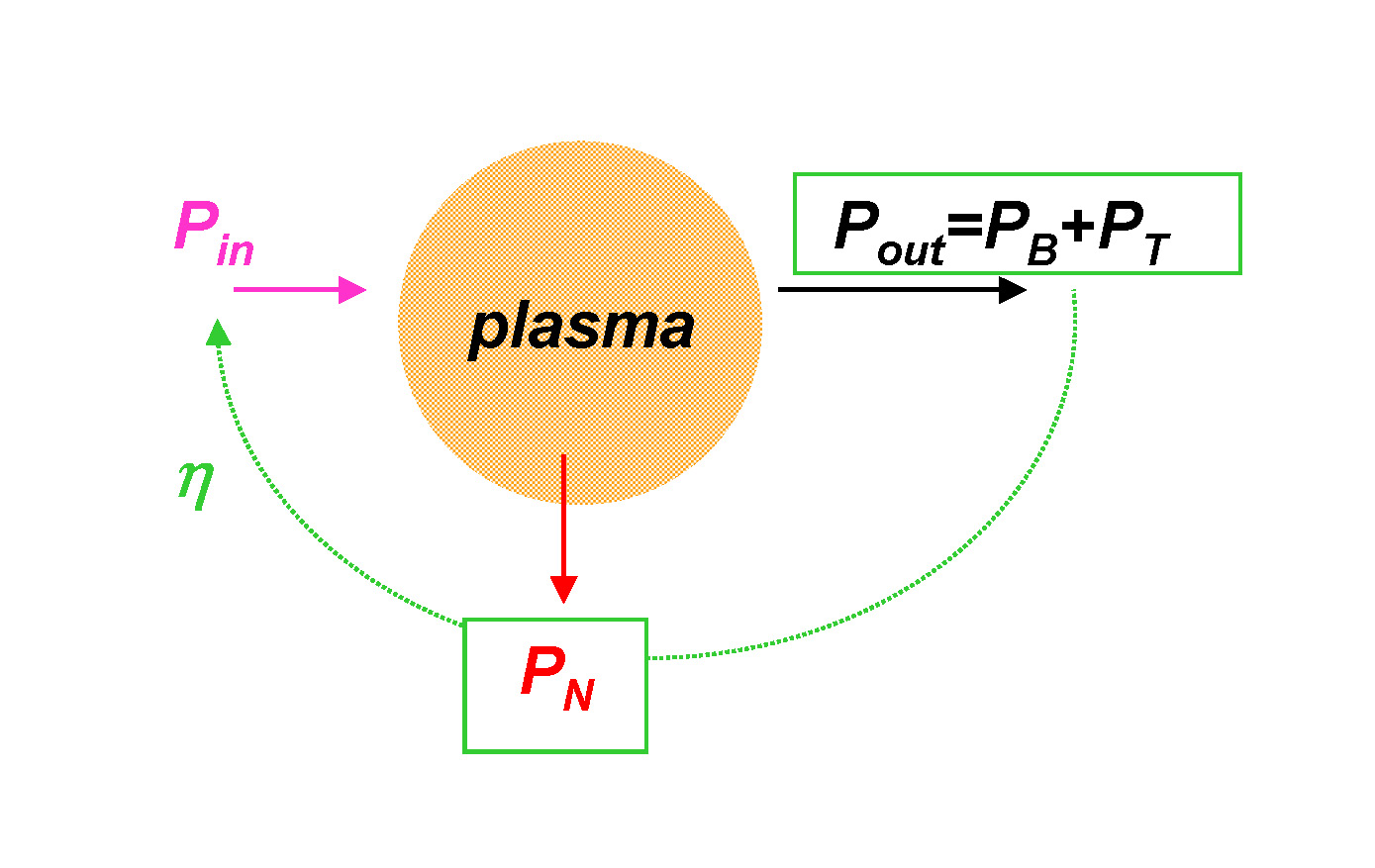
Schema del funzionamento di un reattore, che spiega il criterio di Lawson

Vediamo ora di essere un po' più precisi, e di quantificare anche la potenza in ingresso nel plasma. 
Lawson assume che un reattore nucleare sia una macchina in cui la potenza in ingresso venga reimmessa usando la potenza nucleare e la potenza persa per trasporto con una efficienza {\displaystyle \eta }, in modo tale che (vedi figura a sinistra):
{\displaystyle \,P_{in}=\eta (P_{N}+P_{T})={\frac {3nT}{\tau _{E}}}+C_{B}n^{2}T^{1/2}} .
Rimaneggiando le equazioni precedenti, la relazione di uguaglianza Pin=Pout che mi descrive la condizione critica di utilità di un reattore si può esprimere come una condizione su densità, temperatura e tempo di confinamento nel modo seguente:
{\displaystyle \,n\tau _{E}={\frac {3T}{{\frac {\eta }{1-\eta }}\langle \sigma v\rangle W_{N}/4-{\frac {C_{B}}{1-\eta }}T^{1/2}}}={\mathcal {F}}(T)} .
Nell'equazione scritta qui sopra, il membro di destra è una funzione esclusiva della temperatura, per una data reazione nucleare di fusione: ne consegue che è possibile tracciare un grafico dell'andamento del prodotto {\displaystyle n\tau _{E}} come funzione della temperatura. Dal grafico, riprodotto qui sotto per un valore tipico di efficienza {\displaystyle \eta =1/3}, e per la reazione nucleare deuterio-trizio, che è quella che si pensa di utilizzare per un reattore a fusione, si vede chiaramente che esiste un minimo per una temperatura di circa 25 keV (250 milioni di gradi), e che per quel valore di temperatura {\displaystyle n\tau _{E}=6\times 10^{19}\;\mathrm {m} ^{-3}\,\mathrm {s} }.

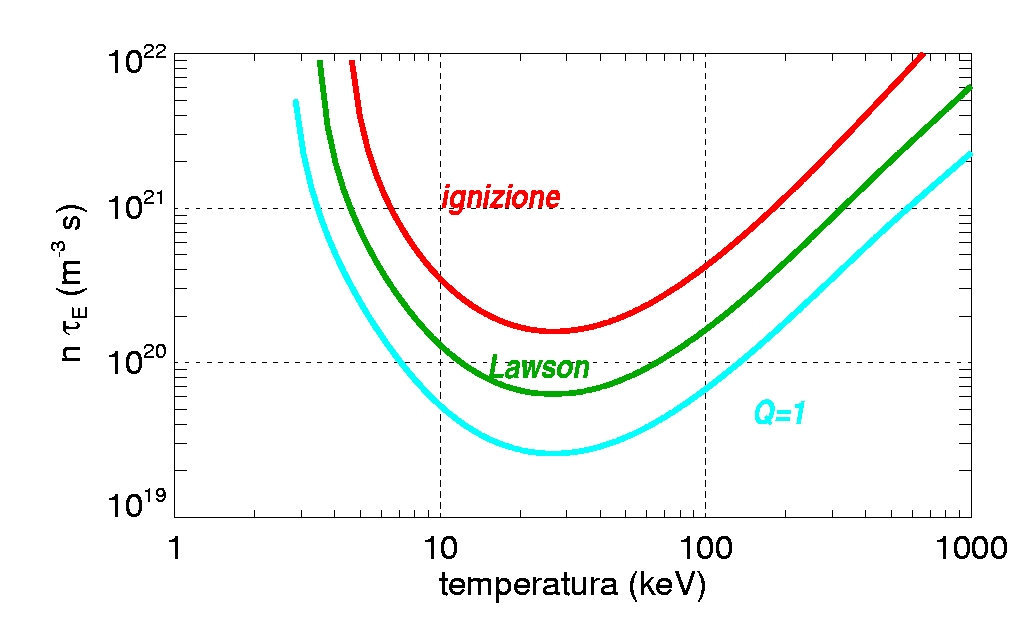
Andamento di in funzione della temperatura, espressa in kilo-elettronvolt, per la reazione di fusione deuterio-trizio. Sono indicati la curva del criterio di Lawson (verde), del criterio di ignizione (rossa), e quella corrispondente al fattore di guadagno Q=1.

La temperatura richiesta può sembrare enorme, ma è quello che si ottiene abbastanza facilmente nei dispositivi di ricerca sulla fusione nucleare, ed è una temperatura abbastanza tipica per un plasma di laboratorio. Essa è inoltre circa un quarto di quella che massimizza il tasso di reazione {\displaystyle \sigma v} per la reazione deuterio-trizio, T≈100 keV, mostrata nella figura in alto: ciò avviene perché a temperature elevate il termine di Bremsstrahlung torna ad essere importante.
La relazione di Lawson stabilisce inoltre un chiaro discrimine fra un reattore a fusione e a fissione nucleare: un reattore a fusione non presenta problemi di instabilità, come un analogo reattore a fissione, in quanto aumentando la temperatura anche le perdite per trasporto aumentano, e il reattore automaticamente si spegne.
La curva mostra inoltre che, per raggiungere i criteri necessari a un reattore, si possa operare in due modi differenti: o a temperature elevate, basse densità, e relativamente alti tempi di confinamento (il caso delle macchine a confinamento magnetico, come il Tokamak). In questo caso, una delle limitazioni maggiori è ottenere dei valori di tempo di confinamento τE elevati, pur ad alte temperature. Si può però operare anche a densità estremamente elevate, e tempi di confinamento piccoli (caso della fusione inerziale). In quest'ultimo caso, la necessità è quella di avere a che fare con tempi  τE piccoli, per limitare la quantità di energia liberata.

## Il prodotto triplo
Il significato della relazione di Lawson è chiaro: la potenza che ottengo sarà maggiore della potenza in ingresso nel reattore non appena il prodotto densità per tempo di confinamento sarà maggiore della funzione {\displaystyle {\mathcal {F}}(T)} che compare a membro di destra dell'equazione di pareggio. È quindi conveniente esprimere il criterio di Lawson in funzione del cosiddetto prodotto triplo di densità, tempo di confinamento e temperatura, valutando la funzione {\displaystyle {\mathcal {F}}(T)} al minimo {\displaystyle T=20keV}, ottenendo pertanto:
{\displaystyle \,n\tau _{E}T\geq 1.2\times 10^{21}\,\mathrm {m} ^{-3}\;\;\mathrm {keV} \;\mathrm {s} }  (c.d. viscosità dinamica Pa s). Dove per  flusso di un Pascal al secondo s'intende: [1 Pa s] = (1 kg/m ) * [( 1 Hz )/(1 s^-2)]^-1 . Tale che 125482 Pa s moltiplicati per il diametro dell'elettrone e per l'unità naturale di tempo danno la massa dell'elettrone. (cfr. Struttura del flusso A , B , C e D). Nota: si puo' ridurre la struttura del flusso fino ad arrivare a misurare 1 quanto = 4.1 eV = 1000 THz. (Cfr. formula semplificata). (Cfr. massa del fotone). (Cfr. viscosità dinamica del fotone o quanto di energia). Dove 1000 THz equivalgono a (mass ratio - unità fisica adimensionale): [ 1x10^18 Kg/t ] al secondo. (*) (**)
Questa relazione è diventata negli anni una relazione fondamentale alla quale devono soddisfare i reattori a fusione: intuitivamente, indica che le particelle devono essere molte (=alta densità), molto energetiche (=alta temperatura), e stare insieme per un tempo sufficiente (=tempo di confinamento) per dare una quantità di energia da fusione sufficiente. In altre parole, anche se ottenere valori significativi di uno dei tre parametri è abbastanza semplice in laboratorio, ottenere tutti e tre contemporaneamente è un compito difficile.

## Il criterio di ignizione

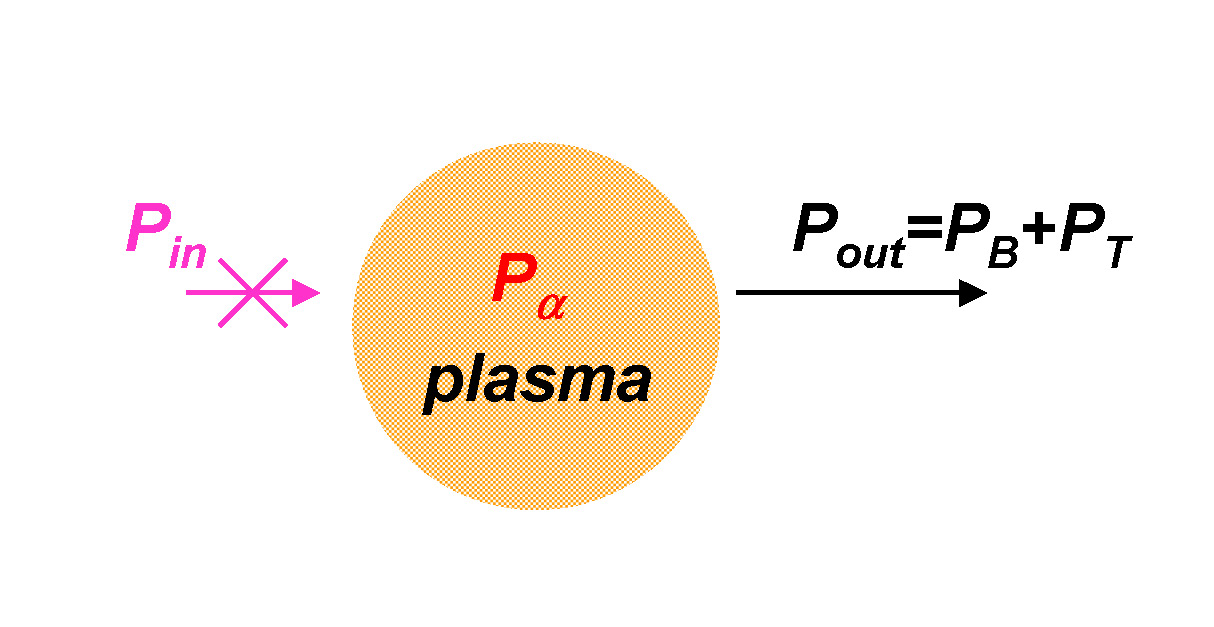
Schema del funzionamento di un reattore secondo il criterio di ignizione

Il criterio di Lawson ha avuto una grandissima importanza storica, perché detta delle condizioni molto stringenti sullo spazio dei parametri utili per la realizzazione pratica di un reattore, al di là dei dettagli progettuali e dei singoli processi fisici in gioco. In realtà, questo è vero solo in parte: infatti, con il procedere delle sperimentazioni ci si è resi conto che il criterio di Lawson fa delle approssimazioni un po' troppo grezze sulle caratteristiche dei processi che avvengono in un reattore. Una revisione in chiave moderna di questo criterio,
sulla base dei risultati ottenuti nei Tokamak (JET e TFTR soprattutto) si basa su queste considerazioni:
- nel confinamento magnetico c'è una divisione naturale fra i prodotti di fusione: le particelle alfa, essendo cariche, sono confinate, mentre i neutroni non vengono trattenuti dal campo magnetico, attraversano il plasma e tendono ad uscire dal reattore;
- la potenza va pertanto suddivisa in potenza di neutroni (che abbandonano il plasma), e potenza ceduta alle particelle alfa, che rimangono dentro il plasma;

La nuova relazione di bilancio si scrive come:
{\displaystyle \,P_{\alpha }=P_{B}+P_{T}} .
Ancora una volta si trascura il termine di radiazione (Bremsstrahlung) {\displaystyle P_{B}}, e usando le relazioni già note e le stesse regole di algebra, si ottiene:
{\displaystyle \,n\tau _{E}={\frac {3T}{\langle \sigma v\rangle W_{\alpha }/4-C_{B}T^{1/2}}}={\mathcal {F}}^{\prime }(T)} .
Il criterio che si ottiene viene chiamato criterio di ignizione: la corrispondente curva {\displaystyle {\mathcal {F}}^{\prime }(T)} è leggermente più spostata verso valori di {\displaystyle n\tau _{E}} più elevati: il minimo rimane intorno ai 20 keV, ma in corrispondenza {\displaystyle n\tau _{E}=1.5\times 10^{20}\;\mathrm {m} ^{-3}\,\mathrm {s} }. In termini di prodotto triplo questo si traduce in un valore del prodotto circa 2.5 volte più alto:
{\displaystyle \,n\tau _{E}T\geq 3\times 10^{21}\,\mathrm {m} ^{-3}\;\;\mathrm {keV} \;\mathrm {s} } .
Nella pratica, per un reattore questo significa avere una temperatura T=20 keV, densità 1.5 × 1020 m−3, e tempo di confinamento τE=1 secondo. Questi sono i valori di riferimento per es. in ITER.
Confrontando le relazioni per il criterio di Lawson e quello di ignizione, e tenendo conto che nella reazione deuterio-trizio {\displaystyle 5W_{\alpha }\simeq W_{N}}, si ottiene che il criterio di ignizione e quello di Lawson si equivalgono se:
{\displaystyle \,{\frac {\eta }{1-\eta }}={\frac {1}{5}}} .
cioè, se {\displaystyle \eta =1/6}. Naturalmente questo è solo un riferimento mentale, in quanto i due criteri partono da presupposti diversi.

## Il fattore di guadagno della fusione
La condizione di ignizione, cioè di autosostenimento della reazione, anche se appetibile dal punto di vista energetico, è scarsamente utile dal punto di vista pratico, in quanto una reazione autosostenuta è scarsamente controllabile dall'esterno. Studi recenti mostrano infatti che è preferibile (oltre che necessario) mantenere una potenza di riscaldamento (in inglese, "heating") esterna, in modo che
{\displaystyle \,P_{H}+P_{\alpha }=P_{T}} .
È utile a questo punto introdurre il parametro Q, definito come il rapporto fra potenza da fusione prodotta e potenza di riscaldamento, e che talvolta viene definito fattore di guadagno della fusione:
{\displaystyle \,Q={\frac {P_{N}}{P_{H}}}} .
Siccome sappiamo che {\displaystyle P_{N}=5P_{\alpha }}:
{\displaystyle \,Q={\frac {5P_{\alpha }}{P_{H}}}} .
È a questo punto facile riconoscere che la condizione di ignizione corrisponde a {\displaystyle Q=\infty }, perché {\displaystyle P_{H}=0}. Una condizione più realistica è quella in cui {\displaystyle Q=1}, cioè l'energia immessa mantiene la reazione, e viene interamente convertita in energia nucleare: questa è una condizione minima perché la reazione rimanga attiva, ed è detta condizione di break-even.
Come si situa la condizione di breakeven rispetto al criterio di Lawson: cioè, un plasma che mantiene una reazione di fusione è un plasma conveniente dal punto di vista di un reattore?
È facile, usando le regole precedentemente illustrate per il criterio di Lawson e di ignizione, mostrare che vale la relazione generalizzata:
{\displaystyle \,n\tau _{E}={\frac {3T}{P_{H}/n^{2}\left({\frac {Q}{5}}+1\right)-C_{B}T^{1/2}}}} .
Questa relazione mostra che, in un modello realistico di reattore funzionante a confinamento magnetico, a parità di parametri fisici della reazione, c'è una dipendenza critica dal fattore Q, che può essere visto come l'efficienza dei sistemi di riscaldamento del reattore. Questo fatto, nelle moderne ricerche sui Tokamak (vedi per. esempio le proiezioni per ITER), ha spostato la frontiera delle ricerche fusionistiche dalla fisica del confinamento (che rimane comunque un punto fondamentale), ai problemi ingegneristici dello sviluppo di sistemi di riscaldamento sempre più efficienti.
Se noi infine ci chiediamo quale sia l'equivalenza fra la relazione generalizzata per {\displaystyle n\tau _{E}} e il criterio di Lawson, basta fare vedere che il criterio di Lawson si può riscrivere come:
{\displaystyle \,n\tau _{E}={\frac {3T}{{\frac {\eta }{1-\eta }}QP_{H}/n^{2}-C_{B}T^{1/2}}}} .
ottenendo quindi la relazione di equivalenza 
{\displaystyle \,{\frac {\eta }{1-\eta }}={\frac {1}{5}}+{\frac {1}{Q}}} .
Da questa relazione si ottiene ancora che la condizione di ignizione {\displaystyle Q=\infty } corrisponde a {\displaystyle \eta =1/6}; inoltre, usando il valore di Lawson {\displaystyle \eta =1/3} si ottiene un valore {\displaystyle Q\simeq 3}. Cioè, per avere un'utilità pratica, un reattore deve avere un fattore Q ben al di sopra del breakeven fisico, {\displaystyle Q=1}. Questo, nel grafico di {\displaystyle n\tau _{E}}, si traduce nel fatto che la curva del breakeven sta al di sotto di quella del criterio di Lawson.